# Édouard Delalay
Édouard Delalay, né le 6 novembre 1936 à Saint-Léonard (originaire du même lieu), est une personnalité politique suisse du canton du Valais, membre du Parti démocrate-chrétien (PDC). Il est député au Conseil des États de 1987 à 1999.

## Biographie
Édouard Delalay naît le 6 novembre 1936 à Saint-Léonard. Il est originaire de la même commune. En 1963, il obtient un diplôme en économie de l'Université de Genève. Il est administrateur d'une fiduciaire.
Il est secrétaire de la section valaisanne de l'Association suisse des transports routiers (ASTAG).

## Parcours politique
Membre du Parti démocrate-chrétien, Édouard Delalay est membre du Conseil communal de Saint-Léonard de 1964 à 1972, puis est président de la commune de 1972 à 1984.
Il est député-suppléant au Grand Conseil du canton du Valais de 1973 à 1977, puis député de 1977 à 1989. Il préside le Grand Conseil en 1987-1988.
Il est député au Conseil des États de 1987 à 1999. Sa première élection intervient en cours de législature, le 15 juin 1987, à la suite du décès de son collègue de parti Guy Genoud. Il est ensuite réélu en 1987, 1991 et 1995. Il préside la Commission des finances en 1994 et 1995 et le Conseil des États en 1996 et 1997,. Il se spécialise dans les questions de politique fiscale et financière. Il fait passer, contre l'avis du conseiller fédéral chargé des finances Otto Stich, une motion demandant une amnistie fiscale générale.

## Publications
- Publicains et républicains : Pour une gestion démocratique des finances publiques, Genève, Georg Éditeur, 1999, 256 p. (ISBN 978-2-8257-0673-2)[8].